# París-Niza 2001
La París-Niza 2001 fue la edición número 59 de la carrera, que estuvo compuesta de ocho etapas del 11 al 18 de marzo de 2001. Los ciclistas completaron un recorrido de 1.219 km con salida en Nevers y llegada a Niza, en Francia. La carrera fue vencida por el italiano Dario Frigo, que fue acompañado en el podio por el litauno Raimondas Rumšas y el belga Peter Van Petegem.

## Etapas
| Etapa | Fecha       | Recorrido                             | km       | Ganador           | Líder             |
| ----- | ----------- | ------------------------------------- | -------- | ----------------- | ----------------- |
| Pról. | 11 de marzo | Nevers (CRI)                          | 6.2 km   | Nico Mattan       | Nico Mattan       |
| 1.ª   | 12 de marzo | Saint-Amand-Montrond-Clermont-Ferrand | 189.2 km | Fabien de Waele   | Nico Mattan       |
| 2.ª   | 13 de marzo | Clermont-Ferrand-Saint-Étienne        | 195.4 km | Peter Van Petegem | Peter Van Petegem |
| 3.ª   | 14 de marzo | Saint-Étienne-Villeneuve-lès-Avignon  | 217.9 km | Jans Koerts       | Peter Van Petegem |
| 4.ª   | 15 de marzo | Tarascon-Sisteron                     | 195.6 km | Alex Zülle        | Peter Van Petegem |
| 5.ª   | 16 de marzo | Berre-l'Étang-Saint-Raphaël           | 240.3 km | Piotr Wadecki     | Peter Van Petegem |
| 6.ª   | 17 de marzo | Niza-Col d'Èze (CRI)                  | 10 km    | Dario Frigo       | Dario Frigo       |
| 7.ª   | 18 de marzo | Niza-Niza                             | 157.1 km | Fabrizio Guidi    | Dario Frigo       |

### Prólogo
11-03-2001. Nevers, 6.2 km.  (CRI)
|   | Ciclista      | Equipo                           | Tiempo |
| - | ------------- | -------------------------------- | ------ |
| 1 | Nico Mattan   | Cofidis, le Crédit par Téléphone | 7' 48" |
| 2 | David Millar  | Cofidis, le Crédit par Téléphone | + 8"   |
| 3 | Florent Brard | Festina                          | + 9"   |

### 1.ª etapa
12-03-2001. Saint-Amand-Montrond-Clermont-Ferrand, 189.2 km.
|   | Ciclista        | Equip           | Tiempo     |
| - | --------------- | --------------- | ---------- |
| 1 | Fabien de Waele | Lotto-Adecco    | 5h 20' 53" |
| 2 | Stuart O'Grady  | Crédit Agricole | m. t.      |
| 3 | Danilo Hondo    | Telekom         | m. t.      |

### 2.ª etapa
13-03-2001. Clermont-Ferrand-Saint-Étienne 195.4 km.
|   | Ciclista            | Equipo         | Tiempo     |
| - | ------------------- | -------------- | ---------- |
| 1 | Peter Van Petegem   | Mercury-Viatel | 5h 00' 53" |
| 2 | Aleksandr Vinokúrov | Telekom        | m. t.      |
| 3 | Dario Frigo         | Fassa Bortolo  | m. t.      |

### 3.ª etapa
14-03-2001. Saint-Étienne-Villeneuve-lès-Avignon 217.9 km.
|   | Ciclista           | Equipo                | Tiempo     |
| - | ------------------ | --------------------- | ---------- |
| 1 | Jans Koerts        | Mercury-Viatel        | 4h 43' 28" |
| 2 | Jean-Patrick Nazon | La Française des Jeux | m. t.      |
| 3 | Danilo Hondo       | Telekom               | m. t.      |

### 4.ª etapa
15-03-2001. Tarascon-Sisteron, 195.6 km.
|   | Ciclista        | Equipo      | Tiempo     |
| - | --------------- | ----------- | ---------- |
| 1 | Alex Zülle      | Team Coast  | 4h 55' 10" |
| 2 | José Azevedo    | ONCE-Eroski | m. t.      |
| 3 | Tristan Hoffman | CSC-Tiscali | + 4"       |

### 5.ª etapa
16-03-2001. Berre-l'Étang-Saint-Raphaël, 240.3 km.
|   | Ciclista       | Equipo                       | Tiempo     |
| - | -------------- | ---------------------------- | ---------- |
| 1 | Piotr Wadecki  | Domo - Farm Frites - Latexco | 6h 24' 12" |
| 2 | Matteo Tosatto | Fassa Bortolo                | m. t.      |
| 3 | François Simon | Bonjour                      | + 36"      |

### 6.ª etapa
17-03-2001. Niça-Col d'Èze, 10 km. CRI
|   | Ciclista         | Equipo        | Tiempo  |
| - | ---------------- | ------------- | ------- |
| 1 | Dario Frigo      | Telekom       | 19' 53" |
| 2 | Raimondas Rumšas | Fassa Bortolo | + 27"   |
| 3 | José Azevedo     | ONCE-Eroski   | + 41"   |

### 7.ª etapa
18-03-2001. Niza-Niza, 157.1 km.
Arribada situada al Passeig dels Anglesos.
|   | Ciclista       | Equipo          | Tiempo     |
| - | -------------- | --------------- | ---------- |
| 1 | Fabrizio Guidi | Mercury-Viatel  | 3h 38' 41" |
| 2 | Danilo Hondo   | Telekom         | m. t.      |
| 3 | Stuart O'Grady | Crédit Agricole | m. t.      |

## Clasificaciones finales

### Clasificación general
| Pos. | Ciclista            | Equipo                           | Tiempo      |
| ---- | ------------------- | -------------------------------- | ----------- |
|      | Dario Frigo         | Fassa Bortolo                    | 30h 32' 29" |
| 2    | Raimondas Rumšas    | Fassa Bortolo                    | + 26"       |
| 3    | Peter Van Petegem   | Mercury-Viatel                   | + 52"       |
| 4    | David Moncoutié     | Cofidis, le Crédit par Téléphone | + 55"       |
| 5    | José Azevedo        | ONCE-Eroski                      | + 1' 01"    |
| 6    | Mario Aerts         | Lotto-Adecco                     | m. t.       |
| 7    | Aleksandr Vinokúrov | Telekom                          | + 1' 10"    |
| 8    | Jörg Jaksche        | ONCE-Eroski                      | + 1' 22"    |
| 9    | Tobias Steinhauser  | Gerolsteiner                     | + 1' 36"    |
| 10   | Michele Bartoli     | Mapei-QuickStep                  | + 1' 42"    |